# Смолинцы

Племя на карте

Смолинцы — полабское племя, жившее рядом с древанами на западном берегу Лабы. Завоеваны в начале IX века (809). Не дали себя уничтожить, a изоляция поселений помогла в этом — они сохраняли свою самобытность и самоидентичность до XVIII века. Входили в ободритский союз. Главный город — Конов. Добывали и продавали соль.